# 横蔵寺 (加古川市)
横蔵寺（おうぞうじ）は、兵庫県加古川市にある曹洞宗の仏教寺院。山号は道林山。本尊は釈迦如来。山門前に松並木と日本庭園、土塀を巡らした境内には池と桜の木が多数あるという緑豊かな環境にある。

## 概要
観音堂に安置される十一面千手千眼観音像（鎌倉時代）は秘仏で、25年おきに開帳される。この像に関して、以下の伝承がある。昔、奥州に運慶という人があり、祈願のため諸国巡歴をしていたが、九州の宮崎で妻をめとった。妻が身ごもったところ、にわかに父母のことが気にかかり、妻子を残して帰郷した。父母を見送った後、宮崎に残した妻子のことが気にかかり、日頃信じる観音に祈願するとある夜、「わが左半身をつくり、それを持って西へ行くと必ず憧れている子供に会う事が出来るだろう」とのお告げがあった。一方、成長した子である湛慶も父を恋する思いで観音に祈願すると「わが右半身をつくり、それを持って東へ行くべし」とのお告げがあった。父子はお告げのとおり半身の像を刻み、旅路にでた。播磨国加古郡野口村のあたりで、父子は出会い、御仏の半身を合わせると一刀で刻んだように一分の隙もない尊像となった。これより人々はこの地を相通地（おおつじ）村（大辻村）と呼ぶようになった。親子兄弟、親族に行方不明の人がある時、この観音の霊験を願って参拝する人も多いという。
江戸時代初期、播磨西国三十三箇所観音霊場第29番札所となった。

## 歴史
法道仙人により開基。光孝天皇の時代に祈願所となり、宇多天皇が譲位の後、出家して寛平法皇となってからは、法皇の潜邸として栄えた。広大な寺領を誇っていたが、次第に衰退し、天正6年（1578年）羽柴秀吉による三木城攻めの際、伽藍諸坊ことごとく炎上し、１堂１坊を残すのみとなった。この時、本尊である観音は空中を飛んで水葦村にある堂に難を逃れたとの伝承がある。元禄年間、姫路市景福方然室廊和尚の開山として真言宗より曹洞宗に改宗した。

## 伽藍
- 山門
- 本堂
- 観音堂
- 地蔵堂
- 播磨 横倉城跡 - 別所頼清の後裔である野口厚躬の居城であった。

## 仏像
- 釈迦如来像
- 十一面千手千眼観音像（この像は伝承では運慶・湛慶の合作とするが史実ではない。）
- 子安地蔵菩薩像
- 阿弥陀如来坐像
- 毘沙門天像
- 増長天像
- 法道仙人像
- 持国天像
- 弁財天像
- イボ取り地蔵石像

## 前後の札所
- 播磨西国三十三箇所

28 観音寺 － 29 横蔵寺 － 30 圓通寺

## 所在地
〒675-0101 兵庫県加古川市平岡町新在家900

## 交通アクセス
- JR神戸線 東加古川駅 徒歩10分